# Campodesmus dilobatus
Campodesmus dilobatus är en mångfotingart som först beskrevs av Schiotz.  Campodesmus dilobatus ingår i släktet Campodesmus och familjen Campodesmidae. Inga underarter finns listade i Catalogue of Life.